# Габаев, Георгий Соломонович
Георгий Соломонович Габа́ев (6 [18] февраля 1877, Симферополь, Таврическая губерния — 1956, Будогощь, Киришский район, Ленинградская область) — русский и советский военный историк, писатель и археограф. Полковник Русской императорской армии, участник Первой мировой войны, последний командир Гвардейского сапёрного полка. В советское время — сотрудник ряда архивов и музеев. Первый раз был арестован ВЧК в период так называемого Кронштадского мятежа. Второй раз в 1926 году и репрессирован, третий раз арестован с 1931 по 1937 год — в заключении на Соловка́х и в Дмитровлаге, реабилитирован в 1989 и 1996 годах. Автор многочисленных работ по истории русской армии.

## Биография

### Происхождение
Георгий Соломонович Габаев родился 6 февраля 1877 года в Симферополе в семье офицера Крымского дивизиона Соломона Захаровича Габаева (1842—1886) и Лидии Викторовны, урождённой Руссет (1857—1877). Отец Георгия происходил из знатного грузинского рода Габашвили (Габаонели), служил на Кавказе в Тифлисском гренадерском и Нижегородском драгунском полках, а с 1874 года — в Крымском эскадроне (дивизионе), умер в чине подполковника. Мать Георгия происходила из обрусевшего рода французских гугенотов, осевшего в России. Она умерла через 6 недель после рождения сына. Сам Георгий Соломонович считал себя русским грузинско-французского происхождения.

### Служба в Русской императорской армии
С самого рождения Георгий воспитывался в доме родителей своей матери — Виктора Петровича Руссета и Надежды Ивановны Руссет (урождённой Алексеевой). Она была родственницей адмирала Алексеева Е.И. внебрачного сына Александра II . Габаев получил домашнее начальное образование, в том числе знание французского языка. В 1888 году поступил во Владимирский Киевский кадетский корпус. Перед окончанием корпуса, летом 1895 года произведён в вице-унтер-офицеры, выпускные экзамены сдал на высокий балл (11,06 из 12). Ещё находясь в корпусе, планировал после его окончания поступать на историко-филологический факультет университета, но в конечном итоге, под влиянием бабушки, поступил юнкером в Николаевское инженерное училище. 8 августа 1898 года окончил третий (дополнительный) курс Николаевского инженерного училища и произведён из старших портупей-юнкеров в подпоручики, со старшинством с 12 августа 1896 года, с назначением в Гренадерский сапёрный батальон и зачислением кандидатом в лейб-гвардии Сапёрный батальон. Как Георгий вспоминал позже, за время службы в Гренадерском сапёрном батальоне «прошёл серьёзную служебную школу такого строгого и требовательного командира, как полковник Н. М. Николенко…».
Осенью 1900 года Габаев прикомандирован к лейб-гвардии Сапёрному батальону, а 30 марта 1901 года переведён в него тем же чином (с присвоением старшинства с 8 августа 1898 года), 6 декабря 1901 года произведён в поручики, со старшинством с 13 августа того же года. С 1901 года заведовал батальонной библиотекой, а с 1902 года также командовал батальонной школой солдатских детей. Одновременно в 1901—1903 годах вольнослушателем прошёл курс обучения в Санкт-Петербургском Археологическом институте, который окончил со званием члена-сотрудника института. С началом Русско-японской войны подал прошение о переводе в действующую армию, но получил отказ. В 1904 году назначен на должность старшего адъютанта штаба 1-й сапёрной бригады. 6 декабря 1905 года произведён в штабс-капитаны, со старшинством с 13 августа того же года. В 1907 году Георгий Габаев вернулся в батальон и принял под своё командование телеграфную роту, поставив в ней обучение нижних чинов на высокий уровень. 8 октября 1909 года произведён в капитаны, со старшинством с 13 августа того же года. В начале 1910 года освобождён от командования ротой для более плотной работы по подготовке к предстоящему в 1912 году юбилею лейб-гвардии Сапёрного батальона, которой он руководил. Вплоть до Первой мировой войны активно занимался научной деятельностью, с 1913 года член Таврической учёной архивной комиссии.
С началом Первой мировой войны Габаев, несмотря на мучавший его с 1910 года ревматизм и предложения остаться на тыловых должностях, вернулся в строй с прикомандированием к штабу Гвардейского корпуса, где ему было поручено ведение исторического дневника и собирание исторических материалов, а с декабря 1914 года также заведовал наградной частью корпуса. Летом 1914 — зимой 1915 годов принимал участие в боях под Люблином и Колбушовым, при отходе к Сандомиру, при обороне Ивангорода, наступлении на Краков, отходе к Кельцам и обороне Ломжи. В июне 1915 года назначен помощником командира лейб-гвардии Сапёрного батальона и помощником корпусного инженера Гвардейского корпуса. Летом 1915 года руководил укреплением отступных позиций при отходах от Холма к Брест-Литовску и от Вильны к Сморгони, участвуя при этом в прорывах из окружения. Во время боёв под Красноставом в июле руководил постройкой мостов через Вепрж и предмостных укреплений. 18 августа 1915 года со своими сапёрами предотвратил еврейский погром в Вильне.
6 декабря 1915 года Габаев произведён в полковники, а после развёртывания 3 февраля 1916 года лейб-гвардии Сапёрного батальона в полк назначен командиром его 1-го батальона, поступившего в состав 1-го гвардейского корпуса. Одновременно назначен корпусным инженером 1-го гвардейского корпуса. В феврале 1916 года состоял при штабе Гвардейского отряда для временного заведования инженерной частью этапно-хозяйственного отдела. Летом 1916 года руководил подготовкой позиций для наступления частей 1-го гвардейского корпуса на реке Стоходе во время Брусиловского прорыва. За проявленные в ходе этих боёв отличия 1-й батальон лейб-гвардии Сапёрного полка был представлен к награждению Георгиевскими трубами В июле-августе 1916 года батальон Габаева участвовал в боях у Велицка и Кухар, и до февраля 1917 года — на позициях в районе Шеньвов — Бубново — Корытница.
После Февральской революции и создания полкового комитета Гвардейского сапёрного полка, Георгий Габаев избран в марте 1917 года его председателем, а в июне переизбран вновь. Стремился на этом посту сохранить целостность и боеспособность полка. 7 июля назначен временно командующим полком. Участвовал в боях при отходе за Тарнополь, руководил укреплением позиций у Збарафа в июле и в районе Скалат — Гржималув в августе-декабре 1917 года. После введения 1 декабря 1917 года в 1-м гвардейском корпусе выборного начала командиров, был избран 18 декабря командиром полка, который в этот период занимался охраной железнодорожных станций от Подволочиска до Проскурова. Зимой 1918 года началось расформирование полка — увольнение в запас нижних чинов и работа ликвидационной комиссии. 1 апреля 1918 года комиссия завершила работу и Габаев подписал приказ о ликвидации Гвардейского сапёрного полка, после чего вернулся в Петроград.

### Служба в РККА
С 14 мая 1918 года Георгий Соломонович Габаев работал в Главном управлении архивным делом (Главархив), 10 июня утверждён временно заведующим, а 7 декабря 1918 года — заведующим 1-м отделением 3-й секции Единого государственного архивного фонда (ЕГАФ). 4 июля 1918 года был освидетельствован постоянной врачебной комиссией учётного отдела Петросовета и «признан потерявшим по условиям прохождения военной службы и походной обстановки 80 % трудоспособности и подлежащим увольнению вовсе от военной службы». 8 августа 1919 года мобилизован в РККА и назначен помощником отдельного руководителя 21-го военно-полевого строительства, проводившего подготовку оборонительных сооружений у Стрельны и Пулкова во время наступления Юденича на Петроград (за что был заочно приговорён белыми к расстрелу). 13 ноября того же года назначен отдельным руководителем строительства. Одновременно с военной службой продолжал числиться научным сотрудником 3-й секции ЕГАФ, руководя её 1-м отделением. Во время Кронштадтского восстания 3 марта 1921 году арестован, находился в заключении до конца месяца, когда после первого допроса отпущен. 5 апреля 1921 года освобождён от должности руководителя строительства и прикомандирован к Управлению начальника инженеров Петроградского военного округа, где вскоре назначен старшим инженером фортификационного отдела, а 2 июня — начальником строительно-отчётного отделения. 6 июля 1921 года демобилизован по возрасту и болезни.
Через две недели после демобилизации Габаев поступил на службу в Военно-историческую секцию Петроградского отдела музеев, став помощником её заведующего. В то же время назначен членом научно-технической комиссии Главархива. Также вошёл в состав членов неофициального кружка архивных работников имени Лаппо-Данилевского.

### Репрессии
12 декабря 1925 года Габаев был вызван к следователю в качестве свидетеля по делу оккультного кружка Г. О. Мёбеса и М. А. Нестеровой, в котором Габаев состоял с осени 1922 до весны 1925 года. До марта 1926 года регулярно вызывался для дачи показаний. После допроса 23 апреля того же года за отказ назвать слушателей своих лекций по энциклопедии оккультизма, которые он читал зимой 1923—1924 и зимой 1924—1925 годов, привлечён к ответственности по статье 109 УК РСФСР 1922 года (дискредитирование власти). Постановлением Особого совещания при Коллегии ОГПУ от 18 июня 1926 года признан виновным «в руководстве кружком масонской ложи, действовавшей в направлении оказания помощи международной буржуазии и свержения Советской власти» (ст. 61 УК РСФСР 1922 года) и приговорён к административной высылке на 3 года в область Коми. 14 июля арестован и выслан в Усть-Сысольск, после чего определён на жительство в Усть-Вымь. 23 декабря 1927 года срок ссылки по амнистии сокращён на четверть, 24 августа 1928 года получил ограничение в правах «минус 6». После окончания ссылки, в связи с запретом на проживание в Ленинграде, с октября 1928 года поселился в Курске.
6 марта 1930 года Георгий Соломонович Габаев вновь арестован и в апреле этапирован в Ленинград. Полгода содержался в камере без предъявления обвинений. На первом допросе 13 сентября 1930 года обвинён в причастности к делу академика Платонова и Академии наук. По версии следствия, после свержения советской власти Габаеву предназначалась роль военного министра в новом правительстве. 24 февраля 1931 года переведён в Кресты. Постановлением ОГПУ от 10 мая 1931 года признан виновным по статье 58-11 УК РСФСР и приговорён к заключению в лагерях сроком на 10 лет, с конфискацией имущества. Вскоре этапирован в Соловецкий лагерь особого назначения, где работал письмоводителем роты общих работ, заведующим картотекой УРБ Кремля, архивариусом финансовой части, а также читал лекции по военной истории Соловков. 21 ноября 1933 года переведён на Медвежью Гору, где работал картотечником УРО и письмоводителем отдела снабжения. Осенью 1934 года переведён в Дмитлаг (г. Дмитров), где назначен помощником технического редактора монографии о Беломорканалe. Там же работал хранителем музея строительства канала Москва — Волга и старшим инженером технической инспекции. 5 июля 1937 года досрочно освобождён «в связи с окончанием строительства канала Москва — Волга за ударную работу».
Болея в этот период тяжёлой формой малярии, Габаев до конца августа оставался в Дмитрове. 23 августа переехал в Талдом, где 2,5 месяца работал в Музее местного края. В связи с ухудшением здоровья 3 октября 1938 года получил удостоверение об инвалидности на 1 год, 3 ноября 1939 года продлённое бессрочно. 16 января 1941 года получил запрет на проживание в Московской области и 23 января переехал в Калязин, где прожил до августа 1943 года, после чего — в Калязинском районе. Из-за невозможности получения какой-либо работы и пенсии и находясь на иждивении жены и детей, имел крайне тяжёлое материальное положение. По ходатайству дочери Ольги, участницы обороны Ленинграда, 29 июня 1944 года получил разрешение переехать в Ленинград, куда и приехал с женой 6 сентября. Однако уже 22 сентября прописка была аннулирована и Габаев получил предписание в 48 часов выехать «на 101 км». 1 октября 1944 года переехал в посёлок Будогощь Киришского района Ленинградской области, где проживал с женой в сильно стеснённых условиях до своей смерти.
Умер Георгий Соломонович Габаев в 1956 году от сердечного приступа. Похоронен на кладбище посёлка Будогощи, могила сохранилась. Реабилитирован посмертно заключениями прокурора г. Ленинграда (Санкт-Петербурга) от 30 июня 1989 года (по делу 1930 года) и от 28 марта 1996 года (по делу 1926 года).

## Научная деятельность

### «На историческом фронте»
Ещё обучаясь в кадетском корпусе, Георгий Соломонович Габаев под влиянием преподавателей истории проявил интерес к военной истории. Особенный интерес вызывала у него история лейб-гвардии Сапёрного батальона, материалы о котором он начал собирать во время обучения в Николаевском инженерном училище, планируя в дальнейшем служить в этом батальоне. В 1900 году, уже служа в батальоне, он составил историческую хронику гвардейских сапёр, через 12 лет послужившую основой юбилейного очерка «Сто лет службы гвардейских сапёр». Одобрительные отзывы о работе Габаева обратили на себя внимание военного инженера генерал-майора И. Г. Фабрициуса, являвшегося в то время редактором VII отдела «Столетия военного министерства» (Главное инженерное управление). Фабрициус предложил Габаеву принять участие в составлении очерка по истории инженерных войск с 1712 по 1825 год. 1 декабря 1901 года Габаев был назначен помощником редактора очерка и приступил к работе. Результат напряжённых архивных исследований Габаева в 1902 году вошёл в двойной VII том «Столетия военного министерства». Через пять лет на основе собранного для очерка материала, доведённого автором до 1907 года, был издан «Опыт краткой хроники родословной русских инженерных войск», который, в свою очередь, был использован полковником В. К. Шенком при подготовке 2-го издания справочной книжки Императорской главной квартиры «Инженерные и железнодорожные войска», вышедшей в 1910 году.
В 1902 году, после окончания работы над очерком инженерных войсках, Габаев был приглашён полковником В. В. Квадри, с которым он совместно обучался в Археологическом институте и который являлся редактором II отдела многотомного издания «Столетие военного министерства» (по теме «Императорская Главная квартира»), стать помощником по составлению очерка истории свиты императора Николая I. В ходе этой работы Габаев занимался подбором портретов лиц свиты и составил главы о польской свите и польской армии 1814—1831 гг. и главы о жизни Николая I до его воцарения. Результаты этих трудов были опубликованы в 1908 году.
Весной 1907 года Габаев внёс проект об организации юбилейно-исторического комитета гвардейских сапёр в преддверии 100-летия образования батальона и был избран заведующим собиранием материалов для истории и музея гвардейских сапёр. Основу музею составила коллекция материалов, собранная Габаевым с юнкерских лет и переданная им в дар батальону. К юбилею 27 декабря 1912 года музей был полностью подготовлен, также был напечатан 1-й том истории батальона. 2-й том истории был готов к лету 1914 года, но из-за начавшейся войны не отпечатан. Также к юбилею он способствовал переносу праха бывшего командира гвардейских сапёр К. А. Шильдера, погибшего в 1854 году под Силистрией, из Калараша (в то время Румыния) в Санкт-Петербург в церковь лейб-гвардии Сапёрного батальона.
В 1907 году Георгий Габаев вошёл в число действительных членов-учредителей Императорского Русского военно-исторического общества (ИРВИО), в котором принял активное участие в работе разряда полковых и корабельных историй, а также выступал с многими докладами. С 1910 года входил в состав Совета общества. В 1909 году стал помощником главного редактора журнала ИРВИО профессора П. Н. Симанского, а в 1910—1912 годах был его заместителем. После реорганизации формата журнала в 1912 году и сменой главного редактора (Симанского сменил профессор А. К. Баиов) входил в состав редакционной комиссии. До начала Первой мировой войны в журнале ИРВИО Габаевым были опубликованы многие свои исследовательские статьи и рецензии по истории пехоты, инженерных войск, знамён и военной униформы, а также некоторые доклады и отчёты. Многие статьи были также напечатаны в «Русском инвалиде», а также использовались для подготовки статей в «Военной энциклопедии», в которую помещена и статья о самом Габаеве.
В ходе подготовки к юбилею Отечественной войны 1912 года Габаев составил несколько докладов. После доклада о способах ознаменования столетней годовщины Отечественной войны он был в 1910 году заочно избран членом особого комитета по устройству в Москве музея 1812 года, для которого в дальнейшем собирал материалы в Санкт-Петербурге. Также подготовил доклад о преемственной связи полков 1912 года с полками 1812 года, послуживший обоснованием для привлечения частей армии к участию в юбилейных торжествах и награждения их чинов медалью «В память 100-летия Отечественной войны 1812 года». В то же время вёл работу по исправлению неточностей в хрониках и старшинстве старейших полков Русской армии, которая, однако, встретила сопротивление со стороны военного министерства и в официальные хроники изменения внесены не были.
В результате работы Габаева по истории русских знамён XIX века на полковых Георгиевских знамёнах и штандартах в 1912 году были восстановлены отличия, отменённые в царствование Александра III (георгиевские ленты с кистями и надписи с обозначением подвигов), а в 1913 году Габаева пригласили стать членом Комиссии по описанию трофеев и старинных русских знамён, где под руководством Габаева было составлено систематическое собрание из нескольких тысяч акварельных копий с рисунков знамён Интендантского музея и других хранилищ. В 1913 году подготовил доклад о службе крымских татар под русскими знамёнами, после чего был избран действительным членом Таврической учёной архивной комиссии. В том же году избран действительным членом Тамбовской учёной архивной комиссии.
Служба Габаева «на историческом фронте», как он сам называл этот период своей биографии, где он «кипел в исторической и музейной работе», была прервана начавшейся Первой мировой войной.

## Семья
18 октября 1901 года Георгий Соломонович Габаев венчался с Александрой Сергеевной Мезенцевой (1876—1942), в этом браке родились двое сыновей и дочь. В дальнейшем брак распался. Александра Сергеевна умерла в блокадном Ленинграде.
Старший сын — Виктор Георгиевич Габаев, родился 7 (20) июля 1901 года в Санкт-Петербурге. До революции обучался в кадетском корпусе. В 1920-е являлся студентом Ленинградского Технологического института. 14 июня 1927 года арестован и 15 июля того же года осуждён Коллегией ОГПУ по статьям 17 и 58-5 УК РСФСР к 3 годам лишения свободы. 28 июля этапирован в Соловецкий лагерь особого назначения, освобождён в 1930 году. Умер 12 ноября 1930 года в Архангельске от туберкулёза лёгких. Заключением Прокуратуры г. Санкт-Петербурга от 26 марта 1996 года реабилитирован посмертно.
Второй сын — Сергей Георгиевич Габаев, родился 10 (23) декабря 1902 года в Санкт-Петербурге. До революции обучался в кадетском корпусе. С 1919 по 1922 год работал в Главном морском архиве конторщиком, после чего поступил на факультет земледелия Петроградского сельскохозяйственного института, который окончил в 1925 году. Ученик Н. И. Вавилова. С 1925 по декабрь 1929 года работал во Всесоюзном институте прикладной ботаники и новых культур. Агроном-растениевод (1927), аспирант кафедры селекции и генетики Ленинградского сельскохозяйственного института (1927—1930). С 1930 года — заведующий отделом селекции и семеноводства Ленинградской зональной овощной опытной станции, с 1932 года — заместитель директора по научной работе. В апреле 1933 года уволен как сын царского офицера. В 1933—1934 годах работал агрономом Красносельской МТС, в 1934—1936 годах — на Туркменской плодоовощной опытной станции. С февраля 1938 года преподавал в Ленинградском плодоовощном институте, кандидат сельскохозяйственных наук (1939), доцент кафедры генетики, селекции и семеноводства (май 1941). Умер от дистрофии в блокадном Ленинграде 6 января 1942 года. Был женат на Марсель-Марии Георгиевне Коэнте (22.02.1898 — 1971), художнике-графике Лениздата. Мария Георгиевна в 1933 году привлекалась по обвинению в участии в «контрреволюционной церковно-модернистской организации — „Община сочетания религии и жизни“» (дело прекращено). 13 февраля 1950 года вновь арестована, 23 декабря приговорена ОС МГБ СССР по статье 58-10 ч. 1 УК РСФСР к 8 годам исправительно-трудовых лагерей. В заключении содержалась в Каргопольском лагере (ст. Ерцево, Архангельская область) и в колонии г. Шилуте (Литовская ССР). Освобождена 19 июля 1954 года, после чего проживала в Ленинграде.
Их дочь — Наталья Сергеевна Габаева (род. 1930), в 1941—1944 годах находилась в эвакуации, после чего вернулась в Ленинград. В 1954 году окончила биологический факультет Ленинградского университета, где в дальнейшем и работала доцентом кафедры биологии. Кандидат биологических наук. На 2017 год проживала в Санкт-Петербурге.
Дочь — Ольга Георгиевна Габаева, родилась 6 (19) августа 1905 года и ее восприемником (кресным) записан в метрике адмирал Алексеев Е.И. Была замужем за Василием Павловичем Локтевым ( одним из первых авиаторов России ), блокадница. Их дочь — Надежда (род. 1935)была врачом, кандидатом медицинских наук
.
По воспоминаниям внучки Георгия Соломоновича Натальи Сергеевны, в начале 1920-х у Габаева были уже новые семейные отношения (имя второй супруги неизвестно), но после первой ссылки 1926 года они разошлись.
Последней женой Георгия Соломоновича Габаева стала София Григорьевна Розен (из дворянского рода баронов Розенов), в молодости окончившая Смольный институт благородных девиц, в советское время работавшая медсестрой. Познакомились они около 1924 года в одном из философско-оккультных кружков, который посещали оба. В дальнейшем София Григорьевна приехала к Габаеву в ссылку, после чего они поженились. Сопровождала мужа по ссылкам, после его смерти осталась жить в Будогощи. Похоронена рядом с мужем. Детей в этом браке не было.
Правнуки Габаева Г.С. живут в Санкт-Петербурге, это правнук Жданов Алексей Васильевич 1961г.р. и правнучка Милорадович Анна Алексеевна 1965г.р. Есть и пра-правнук Василий 2018г.р.

## Награды
За время службы в Русской императорской армии Георгий Соломонович Габаев был удостоен наград:
- орден Святого Владимира 3-й степени с мечами (27 ноября 1916)[58],
- мечи и бант к ордену Святого Станислава 3-й степени (приказ по 1-й армии; утверждено 8 марта 1916)[59],
- орден Святой Анны 4-й степени с надписью «За храбрость» (приказ по 9-й армии; утверждено 27 сентября 1915)[60],
- мечи и бант к ордену Святой Анны 3-й степени (30 апреля 1915)[61],
- орден Святого Владимира 4-й степени с мечами и бантом (4 марта 1915)[62],
- орден Святой Анны 2-й степени с мечами (17 октября 1914)[63],
- орден Святого Станислава 2-й степени с мечами,
- орден Святой Анны 3-й степени (6 декабря 1908)[64],
- орден Святого Станислава 3-й степени,
- Высочайшее благоволение (20 мая 1916)[65],
- Высочайшее благоволение (30 мая 1914)[66],
- Высочайшая благодарность (29 августа 1912)[67].